# ちゃんみな
ちゃんみな（1998年10月14日 - ）は、日本の女性ラッパー、シンガーソングライター、音楽プロデューサー。所属レコード会社はNO LABEL MUSIC / ソニー・ミュージックレーベルズ。夫は韓国人ラッパーのASH ISLAND 。

## 経歴
1998年、韓国で日本人の父と韓国人の母の間に生まれた。血液型はAB型。バレリーナを仕事にしていた母親の影響で、3歳からバレエ、ピアノ、ヴァイオリンなどを習っており、3歳の時にはすでに歌手の夢を追ってデビューを目指していた。当時はクラシック音楽ばかり聴いており、本人曰く「すごくお行儀のいい子」であった。
3歳まで韓国に住み、その後は韓国、日本、アメリカ合衆国を行き来する幼少期を過ごした。日本の小学校に入学した後の、小学校2年生の時に部屋で見たBIGBANGの「Haru Haru」のミュージック・ビデオに「映画を1本見たくらいの気分」になるほど強い感動と衝撃を受ける。それをきっかけにピアノとバレエを辞めてヒップホップダンスを習い始め、ウィル・アイ・アム、キース・エイプなどヒップホップに傾倒していく。小学5年生の時にダンス発表会で、先生に無理を言って歌を歌わせてもらい、いきものがかりの「じょいふる」を披露。それが人前で歌を披露した初めての経験だったが、「人前で表現する気持ちよさを知ったわけではなく、悔しさが残るステージになった」と回想している。
小学生になった時から作詞を始め、高校生で本格的に作曲を開始する。ラップは最初は物まねから入り、カラオケボックスや家で練習した。練習に使ったのは全てBIGBANGの曲で、ラップパートも歌えるほど熱中したという。高校1年生の時に初めてラップの作詞をした。最初に出来たラップは自己紹介曲だった。
最初は韓国で活動することを夢見ており、韓国語で曲も制作していたが、高校の同級生でラッパー仲間のめっしに相談したところ「行かないで」と泣かれたため、日本に残ることにした。日本でどう活動していくか考えていた時に、現役高校生たちがフリースタイルで優勝を競い合う『BAZOOKA!!! 高校生RAP選手権』（BSスカパー!）の第9回大会に応募した。結果は2回戦敗退。
2016年4月18日、めっしを客演に迎えたデビュー・シングル「未成年」を配信。iTunes Storeのヒップホップランキングで首位を獲得。同年8月31日、2枚目の配信シングル「Princess」を発表。10月27日、音楽プロデューサーTeddyLoidが2016年夏に開始した『SILENT PLANET 2』EPシリーズの第3弾、「SILENT PLANET 2 EP Vol.3」からの先行発売シングル「ダイキライ feat.ちゃんみな」に客演した。専門学校HALの2016年度テレビCMに起用されたTeddyLoidとDAOKOの曲「ダイスキ」のアンサーソングになっている。
2017年1月16日、JVCケンウッド・ビクターエンタテインメントからメジャーデビュー・アルバム『未成年』を発売することが発表された。アルバムは3月8日に発売され、3月20日付けのオリコンチャートで最高59位を記録。3月27日、代官山UNITで初のワンマンライブ「ちゃんみな 1st Live 未成年 ～To be QueeN～」を開催。
2018年9月、ワーナーミュージック・ジャパンに移籍。
2023年11月4日、神奈川・横浜アリーナで行われた音楽イベント『バズリズムLIVE 2023』内で、SKY-HI率いる音楽事務所・BMSGとの共同ガールズグループ・プロジェクト『No No Girls』の立ち上げを発表し、同日よりオーディション参加者の募集を開始。BMSGは運営とマネジメント、ちゃんみなはプロデューサーを務める。
2024年7月7日、韓国のラッパー・ASH ISLANDとの結婚と妊娠を報告した。11月1日、自身のInstagramを更新し、第1子女児を出産したことを報告した。
2025年4月2日、ソニー・ミュージックレーベルズへ移籍し、自身のレーベル「NO LABEL MUSIC」を再始動させることを発表。また同日に「No No Girls」プロジェクトの合格者により結成されたガールズグループ『HANA』がメジャー・デビュー。ちゃんみなはグループのプロデューサーを務める。
2025年の上半期Billboard JAPANトップ・アーティスト・チャート「Artist 100」でトップ10入りを果たす。2025年6月11日付の「Hot 100」では「SAD SONG」「SAD SONG -From THE FIRST TAKE (feat.No No Girls FINALISTS」「I hate this love song」「ハレンチ」「Never Grow Up」「B級」の6曲が同時にトップ100入りした。

## ディスコグラフィ

### アルバム

#### オリジナル・アルバム
|                                                         | 発売日         | 作品名        | 最高順位                        | 最高順位 | 認定 |
| オリコン                                                | 発売日         | 作品名        | Billboard Japan Top Album sales |          | 認定 |
| ------------------------------------------------------- | -------------- | ------------- | ------------------------------- | -------- | ---- |
| 1st                                                     | 2017年3月8日   | 未成年        | 59                              | 48       |      |
| 2nd                                                     | 2019年8月7日   | Never Grow Up | 23                              | 21       |      |
| 3rd                                                     | 2021年10月13日 | ハレンチ      | 16                              | 12       |      |
| 4th                                                     | 2023年4月26日  | Naked         | 16                              | 14       |      |
| "—"はチャート圏外、チャート対象外のいずれかを意味する。 |                |               |                                 |          |      |

#### ミニ・アルバム
|                                                         | 発売日         | 作品名    | 最高順位                        | 最高順位 | 認定 |
| オリコン                                                | 発売日         | 作品名    | Billboard Japan Top Album sales |          | 認定 |
| ------------------------------------------------------- | -------------- | --------- | ------------------------------- | -------- | ---- |
| 1st                                                     | 2017年11月15日 | CHOCOLATE | 29                              | 16       |      |
| "—"はチャート圏外、チャート対象外のいずれかを意味する。 |                |           |                                 |          |      |

### シングル

#### CDシングル
| 発売日        | 作品名          | 最高順位 | アルバム      |
| 発売日        | 作品名          | オリコン | アルバム      |
| ------------- | --------------- | -------- | ------------- |
| 2019年2月27日 | I'm a Pop       | 54       | Never Grow Up |
| 2020年2月19日 | note-book -Me.- | 38       | ハレンチ      |
| 2020年2月19日 | note-book -u.-  | 40       | ハレンチ      |
| 2020年9月9日  | Angel           | 15       | ハレンチ      |
| 2021年4月14日 | 美人            | 15       | ハレンチ      |

#### 配信シングル
| 配信日         | 作品名                                     | 規格                   | 最高順位      | アルバム      |
| 配信日         | 作品名                                     | 規格                   | Japan Hot 100 | アルバム      |
| -------------- | ------------------------------------------ | ---------------------- | ------------- | ------------- |
| 2016年4月18日  | 未成年 feat.めっし                         | デジタル・ダウンロード | －            | 未成年        |
| 2016年8月31日  | Princess                                   | デジタル・ダウンロード | －            | 未成年        |
| 2017年2月1日   | FXXKER                                     | デジタル・ダウンロード | －            | 未成年        |
| 2017年2月22日  | LADY                                       | デジタル・ダウンロード | 75            | 未成年        |
| 2017年10月4日  | My Name                                    | デジタル・ダウンロード |               | CHOCOLATE     |
| 2017年11月1日  | CHOCOLATE                                  | デジタル・ダウンロード | 29            | CHOCOLATE     |
| 2018年9月28日  | Doctor                                     | デジタル・ダウンロード | －            | Never Grow Up |
| 2018年11月30日 | PAIN IS BEAUTY                             | デジタル・ダウンロード | 87            | Never Grow Up |
| 2019年6月28日  | Call                                       | デジタル・ダウンロード | 89            | Never Grow Up |
| 2019年7月19日  | Never Grow Up                              | デジタル・ダウンロード | 40            | Never Grow Up |
| 2020年4月10日  | Never Grow Up (Acoustic Version)           | デジタル・ダウンロード | －            | ハレンチ      |
| 2020年12月4日  | Holy Moly Holy Night (ちゃんみな & SKY-HI) | デジタル・ダウンロード | －            | 未収録        |
| 2022年9月2日   | TOKYO 4AM                                  | デジタル・ダウンロード | －            | Naked         |
| 2022年9月23日  | Don't go (feat. ASH ISLAND)                | デジタル・ダウンロード | －            | Naked         |
| 2022年10月28日 | Mirror                                     | デジタル・ダウンロード | －            | Naked         |
| 2023年3月8日   | You Just Walked In My Life                 | デジタル・ダウンロード | －            | Naked         |
| 2023年8月10日  | 命日                                       | デジタル・ダウンロード | 26            | 未収録        |
| 2023年11月24日 | Biscuit                                    | デジタル・ダウンロード | －            | 未収録        |
| 2024年4月26日  | FORGIVE ME                                 | デジタル・ダウンロード | －            | 未収録        |
| 2024年6月26日  | 20 (ちゃんみな & ASH ISLAND)               | デジタル・ダウンロード | －            | 未収録        |
| 2024年8月9日   | NG                                         | デジタル・ダウンロード | 74            | 未収録        |
| 2025年1月11日  | SAD SONG                                   | デジタル・ダウンロード | 11            | 未収録        |
| 2025年4月30日  | WORK HARD                                  | デジタル・ダウンロード | －            | 未収録        |
| 2025年5月30日  | I hate this love song                      | デジタル・ダウンロード | 33            | 未収録        |

FIRST TAKE
| 配信日               | 作品名                                                    | 規格                   | 最高順位             | アルバム             |
| 配信日               | 作品名                                                    | 規格                   | Japan Hot 100        | アルバム             |
| THE FIRST TAKE MUSIC | THE FIRST TAKE MUSIC                                      | THE FIRST TAKE MUSIC   | THE FIRST TAKE MUSIC | THE FIRST TAKE MUSIC |
| -------------------- | --------------------------------------------------------- | ---------------------- | -------------------- | -------------------- |
| 2022年5月27日        | 美人 - From THE FIRST TAKE                                | デジタル・ダウンロード | -                    | 未収録               |
| 2022年5月27日        | ハレンチ- From THE FIRST TAKE                             | デジタル・ダウンロード | -                    | 未収録               |
| 2025年6月2日         | SAD SONG - From THE FIRST TAKE feat. No No Girls FINALIST | デジタル・ダウンロード | 19                   | 未収録               |

#### 客演
| 発売日                                                  | 作品名                                                              | 最高順位 | 最高順位      | アルバム                 |
| 発売日                                                  | 作品名                                                              | オリコン | Japan Hot 100 | アルバム                 |
| ------------------------------------------------------- | ------------------------------------------------------------------- | -------- | ------------- | ------------------------ |
| 2016年10月27日                                          | ダイキライ feat.ちゃんみな (TeddyLoid)                              | ―        | ―             | SILENT PLANET 2 EP Vol.3 |
| 2017年2月15日                                           | Do U Wanna feat. LIPSTORM, YURIKA & ちゃんみな (タイプライター&YMG) | ―        | ―             | LA LA PALOOZA            |
| 2017年9月20日                                           | WINNER feat. ちゃんみな (Block B PROJECT-1)                         | ―        | 76            | PROJECT-1 EP             |
| 2017年10月25日                                          | No Thanks Ya (MIYAVI vs ちゃんみな)                                 | ―        | ―             | SAMURAI SESSIONS vol.2   |
| 2018年11月9日                                           | You Made Me feat. ちゃんみな (TeddyLoid)                            | ―        | ―             | SILENT PLANET: RELOADED  |
| 2020年10月1日                                           | #GirlsSpkOut (ft.ちゃんみな) (テヨン)                               | ―        | ―             | ＃GirlsSpkOut            |
| 2021年4月23日                                           | ベスト・フレンド feat. Doja Cat、Jamie、ちゃんみな (スウィーティー) | ―        | ―             |                          |
| 2021年6月11日                                           | 「華奢なリップ」feat.ちゃんみな (ジェニーハイ)                      | ―        | 84            | ジェニースター           |
| 2021年7月21日                                           | Racin' feat.ちゃんみな（AK-69）                                     | ―        | ―             | The Race                 |
| 2024年4月12日                                           | This Hell (feat. CHANMINA – Gyarupi Remix)（リナ・サワヤマ）        | ―        | ―             |                          |
| "—"はチャート圏外、チャート対象外のいずれかを意味する。 |                                                                     |          |               |                          |

### 映像作品
|     | 発売日         | タイトル                     | 規格品番                          | 備考                                                                                       |
| --- | -------------- | ---------------------------- | --------------------------------- | ------------------------------------------------------------------------------------------ |
| 1st | 2022年3月23日  | THE PRINCESS PROJECT -FINAL- | WPBL-90585:DVD                    | オリコン最高19位                                                                           |
| 2nd | 2022年3月23日  | THE PRINCESS PROJECT         | WPBL-90586/8:DVD WPXL-90258/60:BD | オリコン最高8位（DVD）                                                                     |
| 3rd | 2023年10月25日 | AREA OF DIAMOND              | WPBL-90624/5:DVD WPXL-90297:BD    | オリコン最高5位（DVD） 本作の発売と同日にデジタル配信で ライブ音源としてもリリースされた。 |
| 4th | 2025年7月23日  | AREA OF DIAMOND 2            | WPBL-90687/8:DVD WPXL-90352:BD    |                                                                                            |

## タイアップ
| 年     | 楽曲                  | タイアップ                                                              |
| ------ | --------------------- | ----------------------------------------------------------------------- |
| 2019年 | Never Grow Up         | FODオリジナルドラマ『地獄のガールフレンド』主題歌                       |
| 2021年 | 美人                  | ABEMA ドキュメンタリー番組『GX -伝説のキャバ嬢が女の子を大改革-』主題歌 |
| 2023年 | 命日                  | テレビ朝日系木曜ドラマ『ハヤブサ消防団』主題歌                          |
| 2024年 | FORGIVE ME            | 日本テレビ系ドラマDEEP『肝臓を奪われた妻』主題歌                        |
| 2024年 | FOREVER               | カンテレ・フジテレビ系 月10ドラマ『モンスター』主題歌                   |
| 2025年 | I hate this love song | 映画『か「」く「」し「」ご「」と「』主題歌                              |
| 2025年 | WORK HARD             | アニメ『BULLET/BULLET』主題歌                                           |

## 出演

### テレビドラマ
- ハヤブサ消防団 最終話（2023年9月14日、テレビ朝日）- アビー 役

### ラジオ
- Forever Young（2019年 - 、interFM897） - 4ヶ月限定番組[56]

### インターネット配信
- THE FIRST TAKE
  - 第210回「美人」（2022年4月22日公開）[57]
  - 第213回「ハレンチ」（2022年5月4日公開）[58]
  - 第547回「SAD SONG feat. No No Girls FINALISTS」（2025年5月16日公開）[59][60]
  - 第550回「WORK HARD」（2025年5月28日公開）[61]